# آيت سدرات الجبل السفلى
آيت سدرات الجبل السفلى هي قرية ريفية في إقليم تنغير ضمن جهة درعة تافيلالت بالمغرب. كان مجموع عدد سكان البلدية آيت سدرات الجبل السفلى 4471 نسمة يعيشون في 650 أسرة.(تعداد السكان الرسمي 2004)